# Guðrún Ósvífrsdóttir

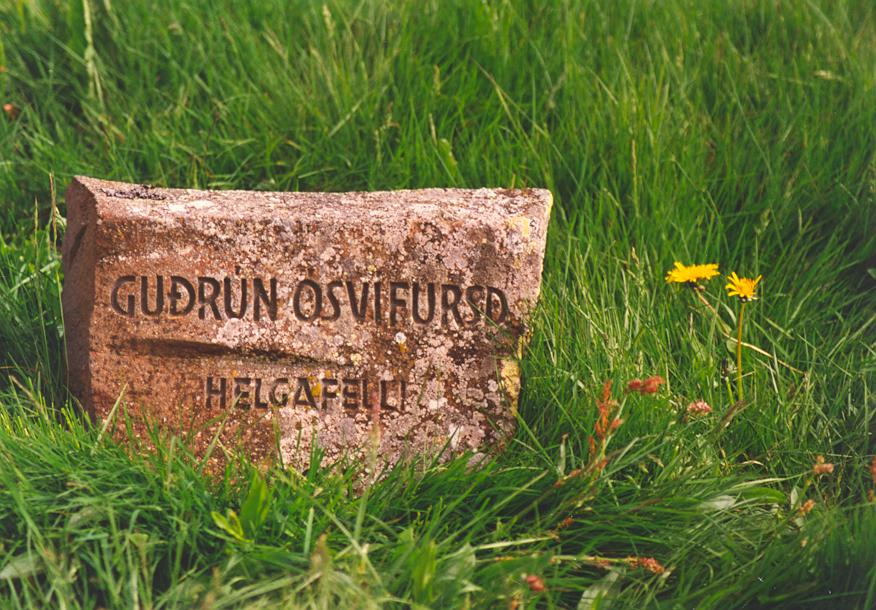
Gedenkstein für Guðrún bei Helgafell.

Guðrún Ósvífrsdóttir (isländisch Guðrún Ósvífursdóttir; * 974; † 1030) ist eine der Hauptfiguren der Laxdœla saga.

## Leben
Guðrún wuchs bei ihren Eltern, Ósvífr Helgason und Þórdís Þjóðólfsdóttir, in Laugar im Sælingsdalur auf. Sie soll schön und klug gewesen sein. Laut der Laxdœla saga träumte Guðrún vier Träume, die auf ihre späteren vier Ehen hindeuteten.
989 heiratete Guðrún Þórvaldr Halldórson. Diese Ehe wurde geschieden. Ihr zweiter Ehemann Þórðr Ingunnarson ertrank.
Die meiste Beachtung wird ihrer dritten Ehe mit Bolli Þorleiksson geschenkt. Als Guðrún Bolli kennenlernte, war sie in seinen Freund Kjartan Óláfsson verliebt. Kjartan und Bolli fuhren nach Norwegen. Nach drei Jahren kam Bolli wieder zurück, während Kjartan in Norwegen festgehalten wurde. Bolli erzählte Guðrún das Gerücht, dass Kjartan und die Schwester des Königs ein Paar wären. Bolli machte Guðrún daraufhin einen Heiratsantrag, den sie annahm. Als Kjartan wieder nach Island kam, fühlte er sich betrogen und heiratete eine andere Frau, Hrefna. Damit endet die Freundschaft der Familien. Guðrún überzeugte ihre Brüder, Kjartan zu töten und drohte Bolli, ihn zu verlassen wenn er an dem Mord nicht teilnahm. Bolli tötete Kjartan (1003). Doch Kjartans Tod wurde gerächt und auch Bolli musste sterben. Nachdem Guðrún und Bollis Söhne erwachsen waren, rächten sie Bollis Tod.
1008 zog Guðrún nach Helgafell und heiratete dort ihren vierten Ehemann Þorkell Eyjólfsson. 1026 ertrank dieser, und Guðrún wandte sich dem Glauben zu. Sie wurde als erste Nonne auf Island bekannt und baute eine Klosterkapelle auf einem Hügel nahe ihrem Gehöft. Bis zu ihrem Tode 1030 wohnte sie auf dem Hof Helgafell, wo sie auch begraben ist.

## Würdigung
Die Guðrúnarlaug wurde nach ihr benannt.